# Джон Роберт Вейн
Джон Роберт Вейн (англ. John Robert Vane; 29 березня 1927, Тардебігг, Велика Британія — 19 листопада 2004) — британський фармаколог, лауреат Нобелівської премії з фізіології або медицини 1982 року "за відкриття, що стосуються простагландинів і близьких до них біологічно активних речовин ", яку він розділив з Суне Бергстремом та Бенгтом Самуельсоном. Вейн займався вивченням фармакологічних властивостей аспірину і показав, що його лікувальна дія обумовлена інгібуванням активності ферменту циклооксигенази і біосинтезу простагландинів.

## Публікації
- John Robert Vane (1971). Inhibition of prostaglandin synthesis as a mechanism of action for aspirin-like drugs. Nature - New Biology. 231 (25): 232—5. PMID 5284360.